# Devon Graye
Devon Graye, né le 8 mars 1987 à Mountain View, dans l’État de Californie (États-Unis), est un acteur américain.

## Biographie
Il est en couple depuis 2012 avec l’acteur canadien Jordan Gavaris.

## Filmographie

### Cinéma
- 2007 : Her Best Move
- 2007 : Scar 3D
- 2008 : Une femme de cran (Wisegal)
- 2008 : Novel Adventures
- 2008 : Merry Christmas, Drake and Josh
- 2009 : Call of the Wild
- 2009 : Lure
- 2009 : Exodus Fall (en) d'Ankush Kohli et Chad Waterhouse
- 2010 : Legendary
- 2011 : Avalon high
- 2011 : Red Faction: Origins
- 2011 : Husk
- 2014 : 13 Sins : Michael
- 2015 : Michael de Justin Kelly : Cory
- 2017 : I Don't Feel at Home in This World Anymore de Macon Blair :
- 2022 : Nope de Jordan Peele : Ryder Muybridge

### Séries télévisées
- 2007 : Close to Home : Juste Cause
- 2006 - 2007 : Dexter (Dexter adolescent)
- 2008 : Leverage
- 2008 : Bones
- 2008 : Les Experts : Miami
- 2009 : Saving Grace
- 2009 : Les Experts
- 2011 : Alphas
- 2012 : American Horror Story
- 2012 : Body of Proof
- 2014 : Mentalist
- 2015-2018 : The Flash : Axel Walker/Trickster II (saison 1, épisode 17 et saison 4, épisode 11)
- 2018 : S.W.A.T. : Pete (saison 2, épisode 8)